# Le Sequestre
Pour les articles homonymes, voir Séquestre.
Le Sequestre, graphiée localement Le Séquestre, est une commune française située dans le nord du département du Tarn, en région Occitanie. Sur le plan historique et culturel, la commune est dans l'Albigeois, une région naturelle agricole correspondant aux environs de la ville d’Albi.
Exposée à un climat océanique altéré, elle est drainée par le ruisseau du Séoux et par divers autres petits cours d'eau.
Le Sequestre est une commune urbaine qui compte 2 025 habitants en 2022, après avoir connu une forte hausse de la population depuis 1962. Elle est dans l'agglomération d'Albi et fait partie de l'aire d'attraction d'Albi. Ses habitants sont appelés les Sequestrois ou  Sequestroises.

## Géographie

### Localisation
Commune de l'aire urbaine d'Albi située dans de son unité urbaine en albigeois, à l'ouest de la ville d'Albi.

### Communes limitrophes
Le Sequestre est limitrophe de deux autres communes.
Les communes limitrophes sont  Albi et Carlus.
|  | Albi      |
|  | Sequestre |
|  | Carlus    |

### Géologie et relief
La superficie de la commune est de 542 hectares ; son altitude varie de 162 à 256 mètres.

### Voies de communication et transports
Accès par l'A68 (sorties n°13 et no 14) et l'ancienne route nationale (RN 88).
La commune est desservie par la ligne K du réseau urbain Albibus, qui la relie au centre-ville d'Albi ; et par la ligne express 709 du réseau régional liO, qui la relie à Albi et à Saint-Sulpice-la-Pointe ou Lavaur.
L'aérodrome d'Albi - Le Sequestre [LBI/LFCI] se trouve entièrement sur la commune du Sequestre.

### Hydrographie
La commune est dans le bassin de la Garonne, au sein du bassin hydrographique Adour-Garonne. Elle est drainée par le ruisseau du Séoux et par divers petits cours d'eau, qui constituent un réseau hydrographique de 3 km de longueur totale,.
Le ruisseau du Séoux, d'une longueur totale de 10,5 km, prend sa source dans la commune de Puygouzon et s'écoule du sud-est vers le nord-ouest. Il traverse la commune et se jette dans le Tarn à Albi, après avoir traversé 3 communes.

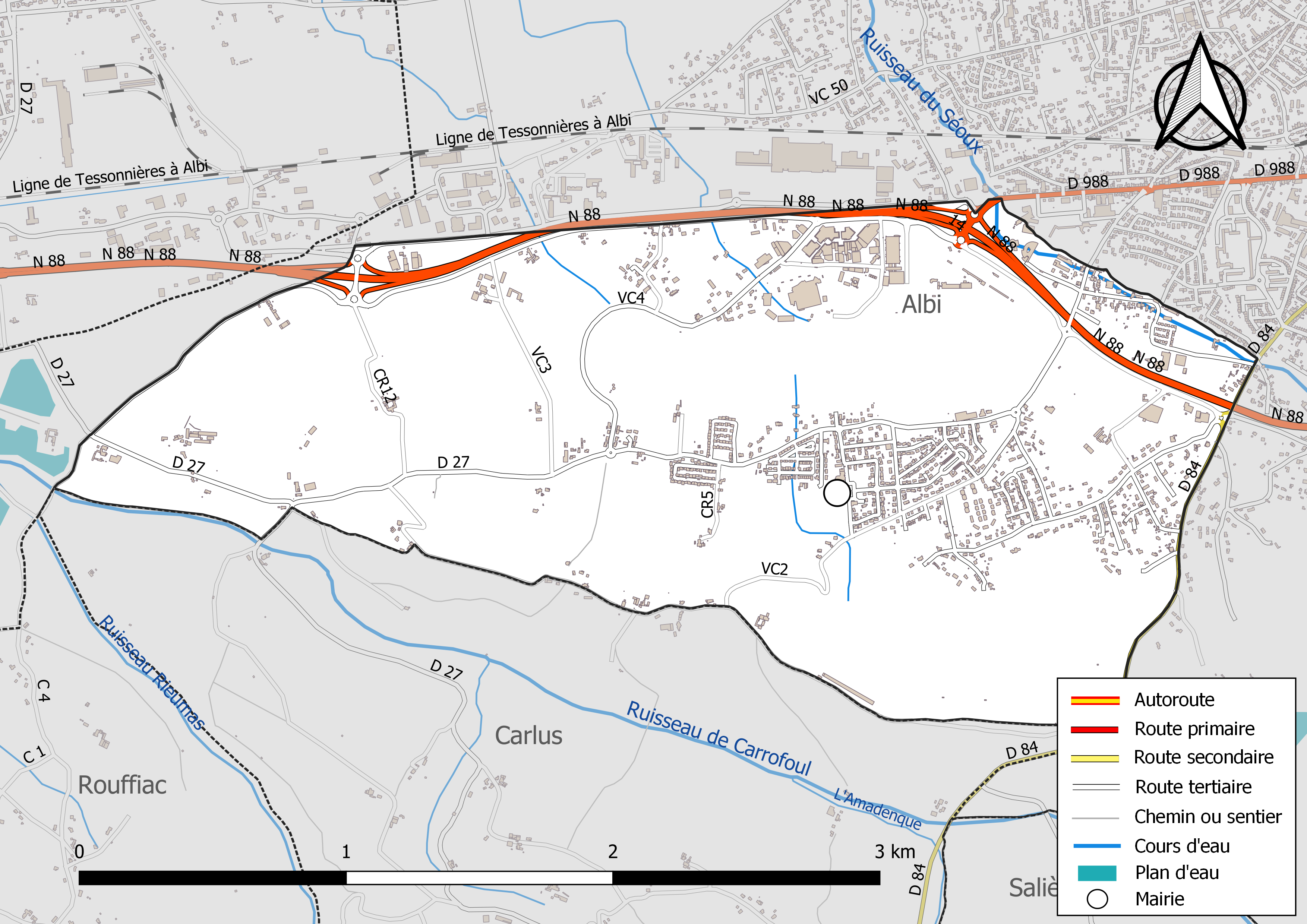
Réseaux hydrographique et routier duSequestre.

### Climat
Pour des articles plus généraux, voir Climat de l'Occitanie et Climat du Tarn.
En 2010, le climat de la commune est de type climat du Bassin du Sud-Ouest, selon une étude du Centre national de la recherche scientifique s'appuyant sur une série de données couvrant la période 1971-2000. En 2020, Météo-France publie une typologie des climats de la France métropolitaine dans laquelle la commune est exposée à un climat océanique altéré et est dans la région climatique Aquitaine, Gascogne, caractérisée par une pluviométrie abondante au printemps, modérée en automne, un faible ensoleillement au printemps, un été chaud (19,5 °C), des vents faibles, des brouillards fréquents en automne et en hiver et des orages fréquents en été (15 à 20 jours).
Pour la période 1971-2000, la température annuelle moyenne est de 13,2 °C, avec une amplitude thermique annuelle de 16,2 °C. Le cumul annuel moyen de précipitations est de 819 mm, avec 10,3 jours de précipitations en janvier et 5,7 jours en juillet. Pour la période 1991-2020, la température moyenne annuelle observée sur la station météorologique installée sur la commune est de 13,8 °C et le cumul annuel moyen de précipitations est de 733,9 mm. 
La température maximale relevée sur cette station est de 42,3 °C, atteinte le 23 août 2023 ; la température minimale est de −20,4 °C, atteinte le 16 janvier 1985,,.
| Mois                                  | jan.             | fév.            | mars            | avril         | mai             | juin          | jui.            | août           | sep.          | oct.          | nov.            | déc.           | année      |
| ------------------------------------- | ---------------- | --------------- | --------------- | ------------- | --------------- | ------------- | --------------- | -------------- | ------------- | ------------- | --------------- | -------------- | ---------- |
| Température minimale moyenne (°C)     | 1,9              | 1,7             | 4,2             | 6,7           | 10,5            | 14,2          | 16,1            | 16,1           | 12,6          | 9,6           | 5,2             | 2,3            | 8,4        |
| Température moyenne (°C)              | 5,8              | 6,5             | 9,8             | 12,4          | 16,3            | 20,2          | 22,5            | 22,6           | 18,7          | 14,8          | 9,3             | 6,3            | 13,8       |
| Température maximale moyenne (°C)     | 9,7              | 11,4            | 15,3            | 18,1          | 22              | 26,1          | 28,8            | 29,1           | 24,9          | 20            | 13,5            | 10,3           | 19,1       |
| Record de froid (°C) date du record   | −20,4 16.01.1985 | −12 14.02.1983  | −9,8 01.03.05   | −3,6 03.04.22 | −0,2 05.05.1979 | 4,3 01.06.06  | 6,5 08.07.1978  | 4,9 30.08.1986 | 1 19.09.1977  | −2,7 25.10.03 | −9,4 23.11.1988 | −10,5 24.12.01 | −20,4 1985 |
| Record de chaleur (°C) date du record | 19,5 13.01.1993  | 24,7 23.02.1990 | 28,3 25.03.1981 | 30,1 14.04.24 | 35,4 21.05.22   | 40,5 27.06.19 | 40,8 30.07.1983 | 42,3 23.08.23  | 36,5 12.09.22 | 34,3 01.10.23 | 25,3 07.11.15   | 21 15.12.1989  | 42,3 2023  |
| Ensoleillement (h)                    | 905              | 1 197           | 175             | 1 879         | 2 194           | 2 474         | 2 755           | 2 631          | 2 158         | 1 559         | 959             | 881            | 21 342     |
| Précipitations (mm)                   | 60,7             | 48,6            | 54,8            | 80,4          | 78,9            | 62,7          | 45,8            | 49             | 57,1          | 64,9          | 65,5            | 65,5           | 733,9      |

| Diagramme climatique                                  |             |             |             |            |              |              |            |              |           |             |             |
| J                                                     | F           | M           | A           | M          | J            | J            | A          | S            | O         | N           | D           |
| 9,71,960,7                                            | 11,41,748,6 | 15,34,254,8 | 18,16,780,4 | 2210,578,9 | 26,114,262,7 | 28,816,145,8 | 29,116,149 | 24,912,657,1 | 209,664,9 | 13,55,265,5 | 10,32,365,5 |
| Moyennes : • Temp. maxi et mini °C • Précipitation mm |             |             |             |            |              |              |            |              |           |             |             |

Les paramètres climatiques de la commune ont été estimés pour le milieu du siècle (2041-2070) selon différents scénarios d'émission de gaz à effet de serre à partir des nouvelles projections climatiques de référence DRIAS-2020. Ils sont consultables sur un site dédié publié par Météo-France en novembre 2022.

### Milieux naturels et biodiversité
Aucun espace naturel présentant un intérêt patrimonial n'est recensé sur la commune dans l'inventaire national du patrimoine naturel,,.

## Urbanisme

### Typologie
Au 1er janvier 2024, Le Sequestre est catégorisée ceinture urbaine, selon la nouvelle grille communale de densité à sept niveaux définie par l'Insee en 2022.
Elle appartient à l'unité urbaine d'Albi, une agglomération intra-départementale regroupant neuf  communes, dont elle est une commune de la banlieue,,. Par ailleurs la commune fait partie de l'aire d'attraction d'Albi, dont elle est une commune de la couronne,. Cette aire, qui regroupe 91 communes, est catégorisée dans les aires de 50 000 à moins de 200 000 habitants,.

### Occupation des sols
L'occupation des sols de la commune, telle qu'elle ressort de la base de données européenne d’occupation biophysique des sols Corine Land Cover (CLC), est marquée par l'importance des territoires agricoles (52,9 % en 2018), en augmentation par rapport à 1990 (46,5 %). La répartition détaillée en 2018 est la suivante : 
terres arables (35,5 %), zones industrielles ou commerciales et réseaux de communication (23,7 %), zones agricoles hétérogènes (17,4 %), zones urbanisées (14,4 %), forêts (7,6 %), mines, décharges et chantiers (1,4 %). L'évolution de l’occupation des sols de la commune et de ses infrastructures peut être observée sur les différentes représentations cartographiques du territoire : la carte de Cassini (XVIIIe siècle), la carte d'état-major (1820-1866) et les cartes ou photos aériennes de l'IGN pour la période actuelle (1950 à aujourd'hui).

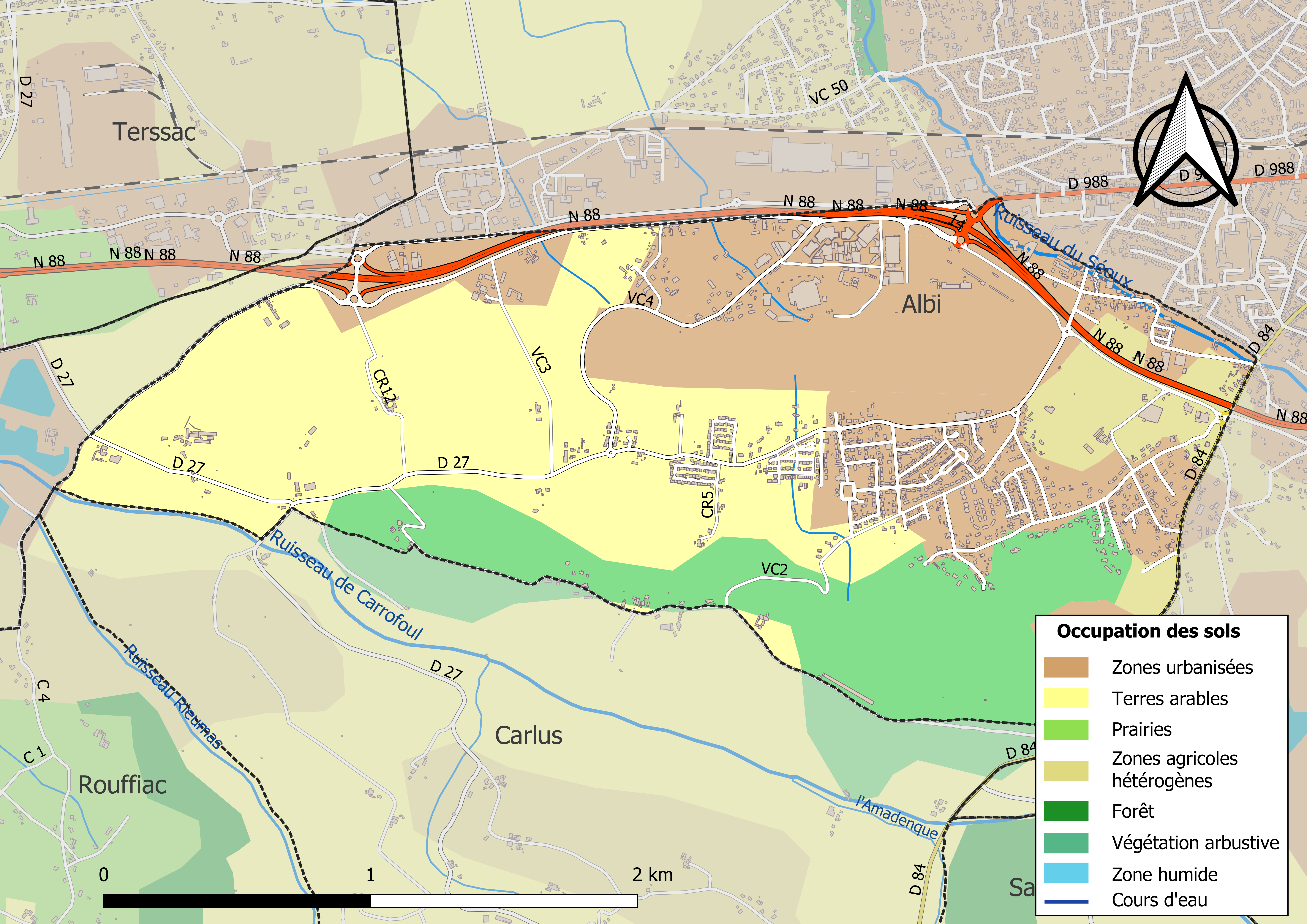
Carte des infrastructures et de l'occupation des sols de la commune en 2018 (CLC).

### Risques majeurs
Le territoire de la commune du Sequestre est vulnérable à différents aléas naturels : météorologiques (tempête, orage, neige, grand froid, canicule ou sécheresse), inondations, mouvements de terrains et séisme (sismicité très faible). Il est également exposé à un risque technologique,  le transport de matières dangereuses. Un site publié par le BRGM permet d'évaluer simplement et rapidement les risques d'un bien localisé soit par son adresse soit par le numéro de sa parcelle.

#### Risques naturels
Certaines parties du territoire communal sont susceptibles d’être affectées par le risque d’inondation par débordement de cours d'eau, notamment le ruisseau du Séoux. La cartographie des zones inondables en ex-Midi-Pyrénées réalisée dans le cadre du XIe Contrat de plan État-région, visant à informer les citoyens et les décideurs sur le risque d’inondation, est accessible sur le site de la DREAL Occitanie. La commune a été reconnue en état de catastrophe naturelle au titre des dommages causés par les inondations et coulées de boue survenues en 1982, 1992, 1994, 2000 et 2003,.
Le Sequestre est exposée au risque de feu de forêt. En 2022, il n'existe pas de Plan de Prévention des Risques incendie de forêt (PPRif). Le débroussaillement aux abords des maisons constitue l’une des meilleures protections pour les particuliers contre le feu,.

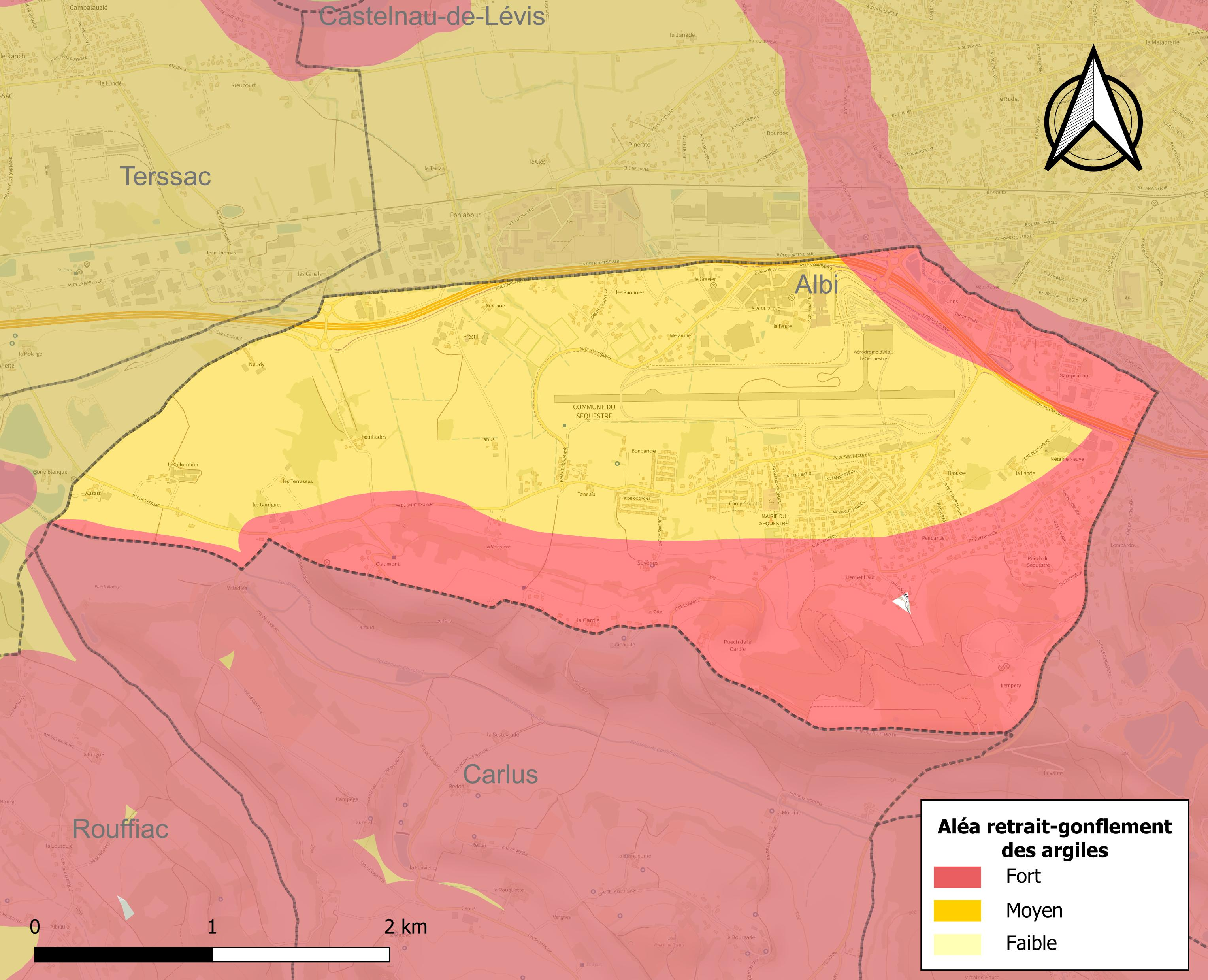
Carte des zones d'aléa retrait-gonflement des sols argileux du Sequestre.

La commune est vulnérable au risque de mouvements de terrains constitué principalement du retrait-gonflement des sols argileux. Cet aléa est susceptible d'engendrer des dommages importants aux bâtiments en cas d’alternance de périodes de sécheresse et de pluie. 99,9 % de la superficie communale est en aléa moyen ou fort (76,3 % au niveau départemental et 48,5 % au niveau national). Sur les 743 bâtiments dénombrés sur la commune en 2019, 740 sont en aléa moyen ou fort, soit 100 %, à comparer aux 90 % au niveau départemental et 54 % au niveau national. Une cartographie de l'exposition du territoire national au retrait gonflement des sols argileux est disponible sur le site du BRGM,.
Par ailleurs, afin de mieux appréhender le risque d’affaissement de terrain, l'inventaire national des cavités souterraines permet de localiser celles situées sur la commune.

#### Risques technologiques
Le risque de transport de matières dangereuses sur la commune est lié à sa traversée par des infrastructures routières ou ferroviaires importantes ou la présence d'une canalisation de transport d'hydrocarbures. Un accident se produisant sur de telles infrastructures est susceptible d’avoir des effets graves sur les biens, les personnes ou l'environnement, selon la nature du matériau transporté. Des dispositions d’urbanisme peuvent être préconisées en conséquence.

## Toponymie
Le nom du village est attesté dans une transaction datant de 1368 sous le nom latin de Sequestrum Castri Veteris (« Sequestre du vieux château »). Le Sequestre était alors une parcelle de l'ancienne communauté du Castelviel qui avait été séquestrée par le Roi, ce qui a donné le nom au lieu.

## Histoire
Plusieurs sites gallo-romains ont été découverts dans la commune à la suite de travaux au début des années 2000. Divers objets ont ainsi été trouvés datant du haut-empire (de -27 av. J.-C. à environ 192 ap. J.-C.).
Au Moyen Âge, l'existence d'une motte castrale a été attestée en haut du Puech de la Gardie aux alentours du Xe ou du XIe siècle. Ces structures, faites principalement de bois, servaient alors pour se défendre face à des attaques lors d'expéditions de Vikings ou de Sarrasins.
Durant la deuxième partie du XIVe siècle, le territoire du Séquestre est occupé par des troupes de mercenaires et plus précisément par des "routiers" (c'est-à-dire des compagnies de mercenaires). Le chef routier "Le Petit Meschin" aurait notamment stationné dans le secteur de la commune.
En 1543, les domaines de Saliès et du Séquestre sont dissociés du royaume de France alors sous le règne de François Ier. Les deux domaines sont alors réunis pour constituer une seule seigneurie sous la responsabilité du riche marchand Albigeois Guillaume Escarlhan. À partir de 1570, la seigneurie appartient à la famille catholique Toulousaine "De Fonvieille",et ce, jusqu'en 1770.
Deux décrets en 1810 délimitent définitivement les contours de la commune. En 1853, une école privée catholique est créée près de la route de Toulouse. Elle est alors dirigée par la Congrégation des Sœurs de Sainte Agonie jusqu'en 1938. À partir de cette date, l'école devient publique et sera l'école du village jusqu'en 1986.
Dans les années 1980, le village connait un renouveau important avec notamment la création de la nouvelle école en 1986 et de la nouvelle Mairie en 1989. Les années 1980 et 1990 voient également la construction du lotissement de l'Hermet qui constitue alors le cœur du village pavillonnaire.
En 2009, l'école primaire du Séquestre est renommée "École Marie-Louise Puech Milhau".
Dans les années 2010, la construction d'un écoquartier, le "Camp Countal", débute pour recevoir à terme 1 500 nouveaux habitants.

## Politique et administration

### Administration municipale
Le nombre d'habitants au recensement de 2011 étant compris entre 1 500 et 2 499 habitants, le nombre de membres du conseil municipal pour l'élection de 2014 est de dix neuf,.

### Rattachements administratifs et électoraux
Commune faisant partie de la communauté d'agglomération de l'Albigeois et du canton d'Albi-2 (avant le redécoupage départemental de 2014, Le Sequestre faisait partie de l'ex-canton d'Albi-Sud).

### Liste des maires
| Période                                  | Période   | Identité                   | Étiquette  | Qualité                                                      |
| ---------------------------------------- | --------- | -------------------------- | ---------- | ------------------------------------------------------------ |
| Les données manquantes sont à compléter. |           |                            |            |                                                              |
| 1904                                     | 1934      | Alexandre Raffis           |            |                                                              |
| 1934                                     | 1944      | Louis Medalle              |            |                                                              |
| 1944                                     | 1947      | Charles Bouteille          |            |                                                              |
| 1947                                     | 1959      | Paul Bru                   |            |                                                              |
| 1959                                     | 1977      | Fernand Medalle            |            |                                                              |
| 1977                                     | 1998      | Antoine Cuenca (1929-2024) |            | Maire honoraire                                              |
| 1998                                     | mars 2001 | Daniel Sicre               |            |                                                              |
| mars 2001                                | En cours  | Gérard Poujade             | SE (ex-PS) | Ingénieur Conseiller régional de Midi-Pyrénées (2010 → 2015) |

### Politique de développement durable
La commune a engagé une politique de développement durable en lançant une démarche d'Agenda 21 en 2003.
La commune a délibéré sur un agenda 21 remarquable en mars 2005. Cet agenda 21 a été labellisé en 2007

## Population et société

### Démographie
L'évolution du nombre d'habitants est connue à travers les recensements de la population effectués dans la commune depuis 1793. Pour les communes de moins de 10 000 habitants, une enquête de recensement portant sur toute la population est réalisée tous les cinq ans, les populations de référence des années intermédiaires étant quant à elles estimées par interpolation ou extrapolation. Pour la commune, le premier recensement exhaustif entrant dans le cadre du nouveau dispositif a été réalisé en 2006.

En 2022, la commune comptait 2 025 habitants, en évolution de +15,38 % par rapport à 2016 (Tarn : +2,52 %, France hors Mayotte : +2,11 %).
| 1793 | 1800 | 1806 | 1821 | 1831 | 1836 | 1841 | 1846 | 1851 |
| ---- | ---- | ---- | ---- | ---- | ---- | ---- | ---- | ---- |
| 291  | 280  | 292  | 316  | 316  | 341  | 352  | 354  | 343  |

| 1856 | 1861 | 1866 | 1872 | 1876 | 1881 | 1886 | 1891 | 1896 |
| ---- | ---- | ---- | ---- | ---- | ---- | ---- | ---- | ---- |
| 337  | 309  | 283  | 303  | 282  | 267  | 271  | 253  | 242  |

| 1901 | 1906 | 1911 | 1921 | 1926 | 1931 | 1936 | 1946 | 1954 |
| ---- | ---- | ---- | ---- | ---- | ---- | ---- | ---- | ---- |
| 238  | 229  | 233  | 225  | 240  | 253  | 255  | 258  | 334  |

| 1962 | 1968 | 1975 | 1982 | 1990 | 1999  | 2006  | 2011  | 2016  |
| ---- | ---- | ---- | ---- | ---- | ----- | ----- | ----- | ----- |
| 565  | 612  | 697  | 622  | 925  | 1 336 | 1 571 | 1 530 | 1 755 |

| 2021  | 2022  | - | - | - | - | - | - | - |
| ----- | ----- | - | - | - | - | - | - | - |
| 1 988 | 2 025 | - | - | - | - | - | - | - |

| selon la population municipale des années : | 1968 | 1975 | 1982 | 1990 | 1999 | 2006 | 2009 | 2013 |
| Rang de la commune dans le département      | 84   | 76   | 87   | 63   | 45   | 46   | 46   | 47   |
| Nombre de communes du département           | 326  | 324  | 324  | 324  | 324  | 323  | 323  | 323  |

## Économie

### Revenus
En 2018, la commune compte 845 ménages fiscaux, regroupant 1 848 personnes. La médiane du revenu disponible par unité de consommation est de 21 450 € (20 400 € dans le département).

### Emploi
|                | 2008  | 2013  | 2018  |
| -------------- | ----- | ----- | ----- |
| Commune        | 5,9 % | 6,2 % | 7,9 % |
| Département    | 8,2 % | 9,9 % | 10 %  |
| France entière | 8,3 % | 10 %  | 10 %  |

En 2018, la population âgée de 15 à 64 ans s'élève à 1 204 personnes, parmi lesquelles on compte 77,1 % d'actifs (69,3 % ayant un emploi et 7,9 % de chômeurs) et 22,9 % d'inactifs,. Depuis 2008, le taux de chômage communal (au sens du recensement) des 15-64 ans est inférieur à celui de la France et du département.
La commune fait partie de la couronne de l'aire d'attraction d'Albi, du fait qu'au moins 15 % des actifs travaillent dans le pôle,. Elle compte 908 emplois en 2018, contre 754 en 2013 et 859 en 2008. Le nombre d'actifs ayant un emploi résidant dans la commune est de 836, soit un indicateur de concentration d'emploi de 108,6 % et un taux d'activité parmi les 15 ans ou plus de 59,4 %.
Sur ces 836 actifs de 15 ans ou plus ayant un emploi, 144 travaillent dans la commune, soit 17 % des habitants. Pour se rendre au travail, 86,6 % des habitants utilisent un véhicule personnel ou de fonction à quatre roues, 2,1 % les transports en commun, 7,4 % s'y rendent en deux-roues, à vélo ou à pied et 3,9 % n'ont pas besoin de transport (travail au domicile).

### Activités hors agriculture

#### Secteurs d'activités
267 établissements sont implantés  au Sequestre au 31 décembre 2019. Le tableau ci-dessous en détaille le nombre par secteur d'activité et compare les ratios avec ceux du département,.
| Secteur d'activité                                                                                        | Commune | Commune | Département |
| Secteur d'activité                                                                                        | Nombre  | %       | %           |
| --- | ------- | ------- | ----------- |
| Ensemble                                                                                                  | 267     | 100 %   | (100 %)     |
| Industrie manufacturière, industries extractives et autres                                                | 11      | 4,1 %   | (13 %)      |
| Construction                                                                                              | 26      | 9,7 %   | (12,5 %)    |
| Commerce de gros et de détail, transports, hébergement et restauration                                    | 89      | 33,3 %  | (26,7 %)    |
| Information et communication                                                                              | 5       | 1,9 %   | (2,1 %)     |
| Activités financières et d'assurance                                                                      | 13      | 4,9 %   | (3,3 %)     |
| Activités immobilières                                                                                    | 8       | 3 %     | (4,2 %)     |
| Activités spécialisées, scientifiques et techniques et activités de services administratifs et de soutien | 34      | 12,7 %  | (13,8 %)    |
| Administration publique, enseignement, santé humaine et action sociale                                    | 54      | 20,2 %  | (15,5 %)    |
| Autres activités de services                                                                              | 27      | 10,1 %  | (9 %)       |

Le secteur du commerce de gros et de détail, des transports, de l'hébergement et de la restauration est prépondérant sur la commune puisqu'il représente 33,3 % du nombre total d'établissements de la commune (89 sur les 267 entreprises implantées  au Le Sequestre), contre 26,7 % au niveau départemental.

#### Entreprises et commerces
Viticulture : côtes-du-tarn.
- Centrale photovoltaïque[45] de 9 ha construite en 2013.

### Agriculture
|               | 1988 | 2000 | 2010 | 2020 |
| ------------- | ---- | ---- | ---- | ---- |
| Exploitations | 22   | 12   | 13   | 5    |
| SAU (ha)      | 367  | 487  | 372  | 308  |

La commune est dans la « plaine de l'Albigeois et du Castrais », une petite région agricole occupant le centre du département du Tarn. En 2020, l'orientation technico-économique de l'agriculture  sur la commune est l'élevage de volailles. Cinq exploitations agricoles ayant leur siège dans la commune sont dénombrées lors du recensement agricole de 2020 (22 en 1988). La superficie agricole utilisée est de 308 ha,,.

## Vie pratique

### Service public
Crêche en délégation de service public.
Centre de loisirs : Association Espace jeunesse. L'association cumule les fonctions de centre de loisirs associé à l'école municipale et de centre de loisirs les mercredis et les vacances scolaires.

### Enseignement
Le Sequestre fait partie de l'académie de Toulouse.
L'enseignement sur la commune est assuré par un groupe scolaire Marie-Louise Puech Milhau écoles maternelles et élémentaires.

### Culture et festivités
Comité des fêtes, chorale, danse, vide-greniers et club des aînés.

### Activités sportives
Club de foot, volley-ball, quilles de huit, école de bowling, judo, tir à l'arc, club de basket, randonnée pédestre, marche nordique, salle omnisports.

### Écologie et recyclage
La collecte et le traitement des déchets des ménages et des déchets assimilés ainsi que la protection et la mise en valeur de l'environnement se font dans le cadre de la communauté d'agglomération de l'Albigeois.
La commune est dotée de sept centrales photovoltaïques. La plus grande d'une superficie de 9 hectares, d'une puissance de 4MWc est une centrale au sol, elle est raccordée au réseau depuis 2013. Il existe d'autres lieux de productions. Au-dessus du centre de loisirs une installation de 30 kWc est reliée au réseau depuis 2015. Au-dessus de la cantine une installation de 60 kWc est connectée depuis 2019.
En collaboration avec la coopérative ENERCOOP, une installation d'autoconsommation collective a été installée en 2022 pour une puissance de 250 kWc. Enfin, 3 centrales composées d'ombrières sont sur 3 parkings communaux (stade, maison des associations et parking de la grande centrale PV).
En 2024, une installation en autoconsommation individuelle a été posée sur le toit de l'hôtel de ville.

## Culture locale et patrimoine

### Lieux et monuments
- L’église Notre-Dame de Fonlabour, située sur la commune d’Albi, sert de lieu de culte à la commune du Séquestre qui en est dépourvue[55].
- Aérodrome d'Albi - Le Sequestre.
- Circuit d'Albi (circuit automobile).
- Circuits de sport mécanique en France

## Pour approfondir